# Grease: Live
Grease: Live! è un film televisivo diretto da Thomas Kail con protagonisti Aaron Tveit, Julianne Hough e Vanessa Hudgens e andato in onda il 31 gennaio 2016 sulla rete televisiva FOX.

## Trama
La trama è la stessa di quella del film musicale del 1978.

## Distribuzione
Il 31 gennaio 2016 il film è stato trasmesso in anteprima nazionale sul network FOX. In Italia debutta il 3 marzo 2016 su Rai 4 in, mentre il 21 agosto dello stesso anno viene trasmessa per la prima volta sul medesimo canale la versione doppiata in italiano.